# MTT渦輪超級機車

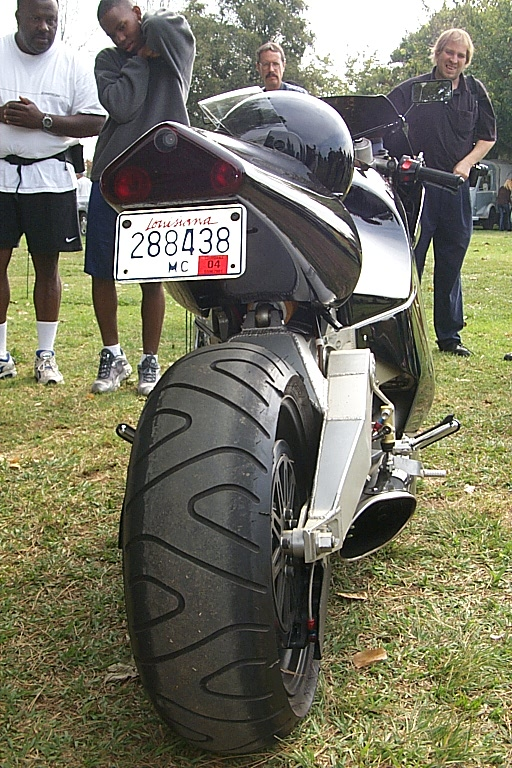
车尾

MTT渦輪超級機車（英語：MTT Turbine Superbike）又稱Y2K渦輪超級機車，是美國路易斯安那州海軍陸戰隊渦輪科技公司所生產之摩托车，常簡稱為Y2K。該款車採接單製造，售價為150,000美元（至2004年為止售價為185,000美元）。
Y2K採用勞斯萊斯製造的Allison 250系列渦輪軸引擎，為貝爾直升機的發動機，最高馬力為 320匹（238kW），後輪動力為286匹，最高轉速可達52,000rpm，最大扭力為425ft/lbs，名列為探索頻道世界十大機車排名第四名。

## 外部連結
- Y2K 官方網頁
- Y2K 相關影片 （页面存档备份，存于）